# Гурме, Франсуа
Франсуа Гурме (фр. François Gourmet; род. 28 декабря 1982, Либрамон-Шевиньи, Валлония) — бельгийский легкоатлет, специалист по многоборьям. Выступал за сборную Бельгии по лёгкой атлетике в 2000-х годах, обладатель серебряной медали Универсиады в Измире, победитель и призёр первенств национального значения, участник ряда крупных международных стартов, в том числе чемпионата мира в Осаке.

## Биография
Франсуа Гурме родился 28 декабря 1982 года в коммуне Либрамон-Шевиньи провинции Люксембург.
Впервые заявил о себе в лёгкой атлетике на международном уровне в сезоне 2003 года, когда вошёл в состав бельгийской национальной сборной и выступил на молодёжном европейском первенстве в Быдгоще, где выиграл бронзовую медаль в эстафете 4 × 100 метров. Также, будучи студентом, представлял страну на летней Универсиаде в Тэгу, в частности дошёл до стадии полуфиналов в программе бега на 400 метров.
В 2004 году одержал победу на чемпионате Бельгии в десятиборье.
В 2005 году закрыл десятку сильнейших в семиборье на чемпионате Европы в помещении в Мадриде, стал серебряным призёром на Универсиаде в Измире, был десятым на международном турнире Décastar во Франции.
В 2006 году отметился выступлением на престижных международных соревнованиях Hypo-Meeting в Австрии, занял 13-е место на чемпионате Европы в Гётеборге.
В 2007 году в семиборье показал восьмой результат на чемпионате Европы в помещении в Бирмингеме, тогда как в десятиборье с личным рекордом в 7974 очка занял 15-е место на чемпионате мира в Осаке.
В 2009 году выиграл серебряную медаль на Играх франкофонов в Бейруте, уступив в десятиборье только представителю Канады Массимо Бертокки.
Впоследствии оставался действующим спортсменом вплоть до 2013 года, хотя в последнее время уже не показывал сколько-нибудь значимых результатов на международной арене.
Проявил себя как тренер по лёгкой атлетике, являлся наставником спринтера Робина Вандербемдена и нескольких других бельгийских легкоатлетов.